# 1438 Венділін
1438 Венділін (1438 Wendeline) — астероїд головного поясу, відкритий 11 жовтня 1937 року.
Тіссеранів параметр щодо Юпітера — 3,160.